# Teehuteatuaenoa
Teehuteatuaenoa (* im 18. Jahrhundert; † ~1824–31 auf Tahiti), alias Jenny, war eine der zwölf polynesischen Frauen, die 1790 in der Gefolgschaft von neun britischen Meuterern der HMS Bounty an der Besiedelung der Insel Pitcairn teilnahmen.

## Leben
Teehuteatuaenoa wurde zu einem unbekannten Zeitpunkt auf Tahiti geboren, wo am 25. Oktober 1788 in der Matavai-Bucht die Bounty unter dem Kommando von Lt. William Bligh vor Anker ging. Während des monatelangen Aufenthalts der Besatzung auf der Insel wurde sie offenbar Gefährtin des Seemannes Alexander Smith (tatsächlich John Adams), wovon seither eine Tätowierung (AS 1789) an ihrem linken Arm zeugte. Am 4. April 1789 stach die Bounty wieder in See, nur um am darauffolgenden 6. Juni wieder vor Tahiti zu erscheinen. Zuvor hatte auf ihr die berühmte Meuterei unter der Führung von Fletcher Christian stattgefunden, worauf die Meuterer die Kontrolle über das Schiff übernehmend nach Tahiti zurückgesegelt waren. Offenbar gehörte Teehuteatuaenoa zu jenen zehn einheimischen Frauen, die am 16. Juni an Bord gegangen waren, um die Meuterer bei ihrem ersten Siedlungsversuch auf Tubuai zu begleiten. Hier ist sie dem Bootsmannsmaat James Morrison als namentlich nicht bekannte Gefährtin von Smith aufgefallen. Nach dem Scheitern auf Tubuai und erneuter Rückkehr nach Tahiti am 22. September 1789 war sie an Bord geblieben, als Christian mit acht Meuterern, sechs einheimischen Männern, elf weiteren einheimischen Frauen und einem Kleinkind noch am Abend desselben Tages wieder in See stach. Nach einer viermonatigen Fahrt erreichte die Bounty im späten Januar 1790 das unbewohnte Pitcairn, wo das Schiff nach dem Landgang seiner Besatzung am 23. Januar abgebrannt wurde. Zu diesem Zeitpunkt war Teehuteatuaenoa die Gefährtin des Meuterers Isaac Martin.
Im Gegensatz zu den anderen Frauen tritt Teehuteatuaenoa (unter ihrem Alias „Jenny“) in der spärlichen Überlieferungsgeschichte der ersten Jahre auf Pitcairn gleich zwei Mal namentlich in Erscheinung. Nachdem ihr Gefährte Martin am 20. September 1793 im Machtkampf der Meuterer mit den sechs polynesischen Männern getötet worden war, ist sie als „Witwe“ zurückbleibend wohl keine weitere Partnerschaft zu einem der vier überlebenden Meuterer eingegangen. Jedenfalls sollte sie als eine von sechs Frauen keine leibliche Nachkommenschaft haben. Am 12. März 1794 wurde sie mit dem skelettierten Schädel von John Williams in den Händen haltend von Edward Young beobachtet, worauf dieser auf eine bis dahin noch nicht geschehene Bestattung der sterblichen Überreste der fünf im Vorjahr getöteten Meuterer bestand. Wie die anderen Frauen hatte sie zu diesem Zeitpunkt ein drängendes Verlangen nach einer Rückkehr nach Tahiti entwickelt und soll deshalb während des Baus eines Bootes am 14. April 1794 mit besonderem Eifer engagiert gewesen sein. So habe sie die in ihrem Haus verarbeiteten Planken und Eisennägel der Bounty für den Bau verwendet und die anderen Frauen aufgefordert, ihrem Beispiel zu folgen. Doch die Heimfahrt scheiterte letztlich am abhandengekommenen Willen der in der Seefahrt ungelernten Frauen, weil keiner der Männer sie begleiten wollte. So war Teehuteatuaenoa gezwungen auf Pitcairn zu bleiben, wo sie mit dem Landgang des Seefahrers Mayhew Folger 1808 sowie von Thomas Staines und Philip Pipon 1814 die erste Kontaktaufnahmen der Pitcairner mit der Außenwelt miterlebte.
Als 1817 der amerikanische Walfänger Sultan nah an Pitcairn unter Kapitän Reynolds vorbeisegelte, nutzte Teehuteatuaenoa die Chance und betrat am 20. Oktober als erste der achtundzwanzig Originalsiedler nach 1790 wieder ein Schiff, um Pitcairn für immer zu verlassen. Am 19. November 1817 erreichte sie den chilenischen Hafen Coquimbo, von wo die Weiterreise am 18. April 1818 aufgenommen wurde. Am 31. Mai 1818 ging Teehuteatuaenoa auf Nugahiva (Marquesas-Inseln) von Bord. Nach einem drei Monate dauernden Aufenthalt hier erreichte sie auf einer Passage auf der King George als erste Rückkehrerin nach fast neunundzwanzig Jahren ihre alte Heimat Tahiti. Hier scheint Teehuteatuaenoa schnell eine lokale Bekanntheit geworden zu sein, da seit 1815 die Wiederentdeckung von Pitcairn und das Schicksal der Bounty-Meuterer auch im australisch-ozeanischen Raum zu einem vieldiskutierten Thema geworden war mit entsprechendem Interesse an direkten Beteiligten.
Neben ihrem ehemaligen Gefährten Alexander Smith/John Adams ist Teehuteatuaenoa heutzutage eine von nur zwei Originalsiedlern, von denen persönliche Schilderungen der Ereignisse nach der letzten Sichtung der Bounty 1789 auf Tahiti und dem Auffinden Pitcairns 1808 überliefert sind. Bereits 1819 erschien in einer australischen Zeitung ein Artikel basierend auf ihren Erzählungen („Jenny’s Account“). Von dem anonymen Autor wurde sie als eine einst gutaussehende Frau beschrieben, die nun aber die Zeichen des Alters trägt. Später wurde Teehuteatuaenoa vom Missionar Henry Nott in Anwesenheit des Seefahrers Peter Dillon befragt. Beide waren der tahitianischen Sprache mächtig, denn Teehuteatuaenoa beherrschte weder Englisch noch Tahitianisch fließend, sondern sprach eine Mischform aus beiden Sprachen. Auf Basis dieses Gesprächs veröffentlichte Nott 1826 einen noch ausführlicheren Artikel, der 1829 in einem Seefahrtsmagazin reproduziert wurde. Zuletzt führte der Forschungsreisende Otto von Kotzebue im März 1824 ein Gespräch mit ihr („eines von Adams Weibern“).
Sowohl Nott als auch Kotzebue gegenüber hatte Teehuteatuaenoa den Emigrationswillen vieler Pitcairner von deren Insel bekräftigt. Sie selbst aber, so Kotzebue, habe ihre Emigration von Pitcairn mittlerweile bedauert und den Wunsch nach Rückkehr geäußert. Als Grund nannte sie ihre Entfremdung von den auf Tahiti noch immer vorherrschenden Sitten ihrer indigenen Landsleute, denen gegenüber sie die auf Pitcairn etablierte zivilisierte/europäische Ordnung vorziehe. Unter dem maßgebenden Einfluss des Missionars fällte die britische Kolonialadministration 1830 die Entscheidung, die gesamte Bevölkerung von Pitcairn nach Tahiti zu evakuieren. Ob Teehuteatuaenoa am 21. März 1831 noch lebte, als ihre ehemaligen Mitmenschen aus Pitcairn in Papeete von Bord gingen, ist unwahrscheinlich. Jedenfalls gehörte sie nicht zu ihnen, als sie im selben Jahr nach dem katastrophalen Ausbruch der Influenza nach Pitcairn zurückkehrten.
Teehuteatuaenoas Berichte gerieten schnell in Vergessenheit und wurden erst über hundert Jahre später 1958 nach Sichtung der australischen Archive durch Henry Evans Maude wiederentdeckt. Sie stellen seither eine wichtige Ergänzung zu Youngs Journal und den Aussagen von Smith/Adams dar. Sie sind die einzigen, die eine ausführliche Beschreibung der Reise der Bounty von Tahiti nach Pitcairn enthalten und eine alternative Darstellung der konfliktreichen Ereignisse in den ersten Jahren auf der Insel bieten.

## Überlieferungen

### Erzählungen
- Teehuteatuaonoa („Jenny’s Account I“) nach einem anonymen Autor – Sydney Gazette and New South Wales Advertiser, 17. Juli 1819.
- Teehuteatuaonoa („Jenny’s Account II“) nach Henry Nott – Bengal Hurkaru, 2. Oktober 1826 & United Service Journal and Naval and Military Magazine (1829), Part II, S. 589–593.

### Erlebnisberichte
- Beechey, Frederick W., Narrative of a Voyage to the Pacific and Beering’s Strait. London 1831.
- Buffett, John, A Narrative of 20 years’ Residence on Pitcairn’s Island. In: The Friend, Vol. IV (1846), S. 2–3, 20–21, 27–28, 34–35, 50–51, 66–68.
- Kotzebue, Otto v., Neue Reise um die Welt in den Jahren 1823, 24, 25 und 26. 2 Bände, Weimar 1830.
- Topliff, Samuel (nach Reynolds und Downes), Pitcairn Island. In: The Salem Gazette (1821, 16. Januar), S. 2.